# Sites mégalithiques de la Nièvre
Cet article présente la liste des sites mégalithiques de la Nièvre, en France.

## Inventaire
| Monument            | Type   | Remarque | Localisation      | Coordonnées                      | Illustration    |
| ------------------- | ------ | -------- | ----------------- | -------------------------------- | --------------- |
| Pierre Pointe       | Menhir |          | Alligny-en-Morvan | 47° 14′ 09″ nord, 4° 11′ 07″ est | Image manquante |
| Pierre Plate        | Dolmen |          | Saint-Brisson     | 47° 16′ 54″ nord, 4° 03′ 12″ est | Image manquante |
| Pierre du Sacrifice | Dolmen |          | Saint-Saulge      | 47° 05′ 46″ nord, 3° 29′ 27″ est | Image manquante |
| Menhir du Bourras   | Menhir |          | Saint-Saulge      | 47° 05′ 42″ nord, 3° 30′ 21″ est | Image manquante |
| Menhir de Chigy     | Menhir |          | Tazilly           | 46° 45′ 06″ nord, 3° 56′ 17″ est | Image manquante |